# 劉應乾
劉應乾（1564年—1605年），字德易，號丰阳，江西南昌府豐城縣艾冈人，明朝政治人物。

## 生平
萬曆二十五年（1597年）丁酉科江西乡试舉人，二十六年（1598年）戊戌科進士，兵部觀政，次年授行人司行人，三十三年官工部主事，三十五年卒。